# Organizarea administrativ-teritorială a teritoriului României ocupat de Puterile Centrale

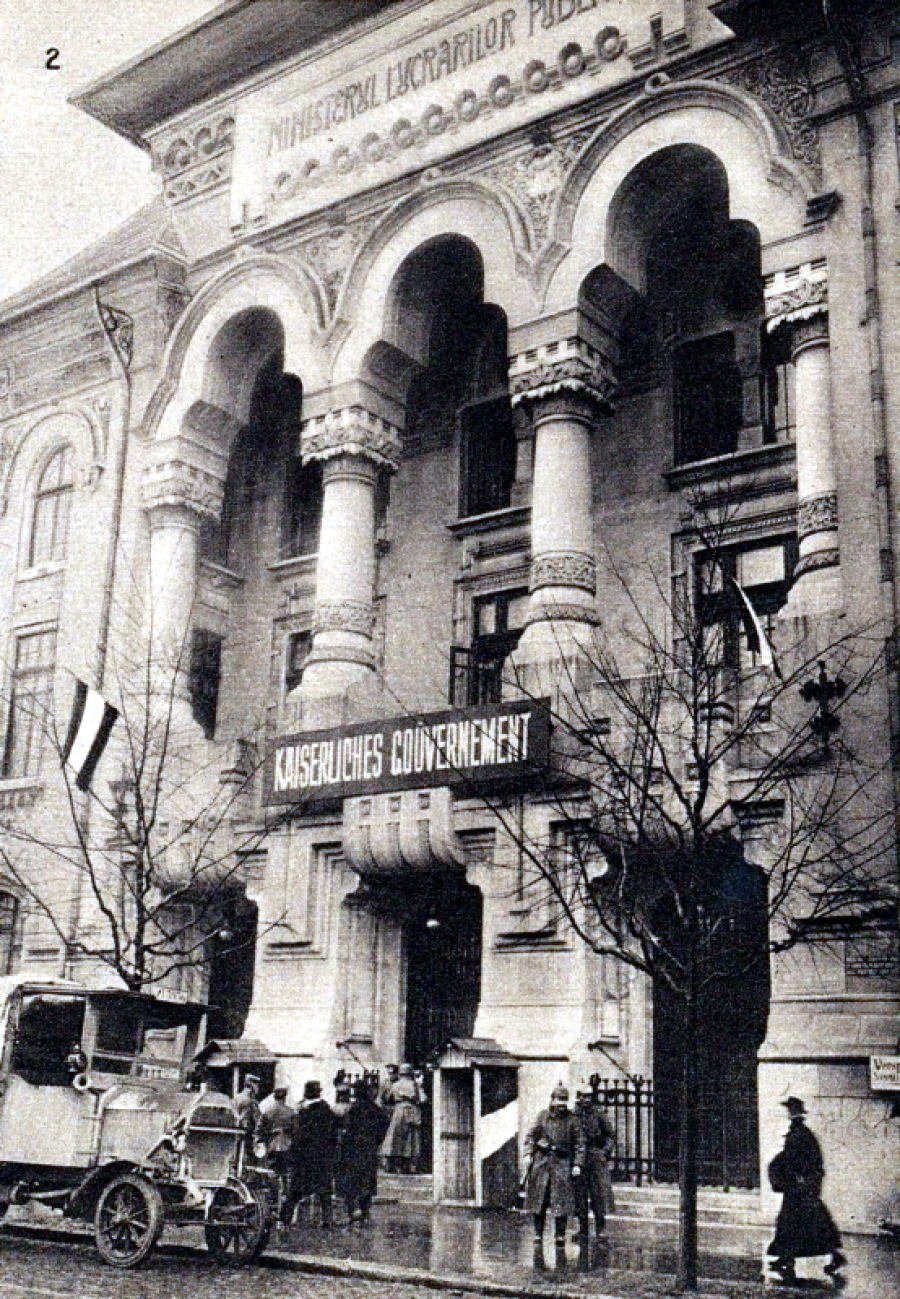
Sediul Guvernământului Imperial al Bucureştiului

După ocuparea unei porțiuni a teritoriului României în toamna și iarna anului 1916, autoritățile de ocupație au trecut la reorganizarea acestuia, atât în scopul menținerii ordinii și exercitării autorității de stat cât și din rațiuni de exploatare economică a resurselor.
A fost înființat un organism unic coordonator - Administrația Militară de Ocupație în România, iar teritoriul a fost împărțit în districte militare și comandaturi de etapă, create, în mare, pe baza fostelor unități administrativ teritoriale: județele și plășile. Administrația comunală a fost păstrată cea românească.
Administrația de ocupație a rămas în funcție până la sfârșitul lui noiembrie 1918 când au revenit din refugiul din Moldova autoritățile legitime ale statului român.

## Preliminarii
Imediat după intrarea României în război, la 14/27 august 1916, la nivelul Puterilor Centrale a început să fie studiată modalitățile de rezolvare a problemelor prevăzute a rezulta în urma unei eventuale ocupări a teritoriului statului român.
La 28 și 29 septembrie 1916, la Berlin, se desfășoară o primă conferință la care participă reprezentanții Germaniei, Austro-Ungariei și Bulgariei, în cadrul căreia se discută aspecte referitoare la: modalitățile de capturare a produselor din România, sistemul financiar, organizarea administrativă și sistemul polițienesc-represiv. Turcia va adera ulterior la înțelegerile agreate în cadrul conferinței. Într-o altă conferință, desfășurată la Viena, între 29-30 noiembrie 1916 au fost stabilite modul de repartizare între aliați a materiilor prime capturate din România și organizarea și rolul pe care urma să îl aibă Statul major economic.:pp. 89-90

## Autoritățile centrale

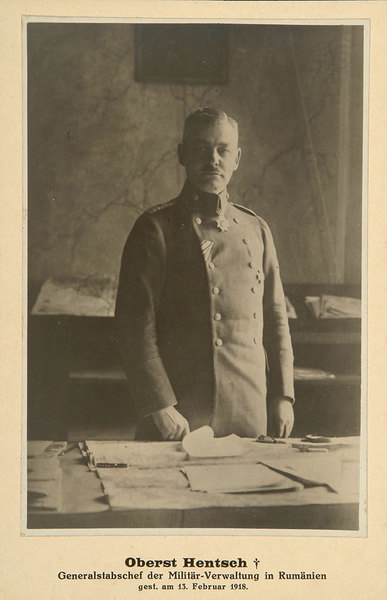
Colonelul Richard Hentsch

După retragerea autorităților centrale ale statului român în Moldova și stabilizarea frontului la începutul anului 1917, Puterile Centrale au trecut la ocuparea și împărțirea teritoriului aflat sub controlul lor.
Autoritatea supremă militară în timpul ocupației era reprezentată de Comandamentul Grupului de Armate Mackensen, prescurtat O.K.M. (Ober Komando Mackensen), care își stabilise sediul la hotelul Athenee Palace din București. În subordinea acestuia a fost creată Administrația Militară de Ocupație în România (Militärverwaltung in Rumänien) sub conducerea generalului german  Franz Tülff von Tschepe und Weidenbach, numit guvernator militar al teritoriului ocupat. Tülff von Tschepe era un ofițer bătrân, șters și foarte brutal, tras pe linie moartă în această poziție. În practică, adevăratul conducător al administrației avea să fie colonelul Friedrich Heinrich Richard Hentsch, șeful de stat major a lui von Tschepe.:p. 267
Organele centrale ale Administrației Militare de Ocupație în România - M.V.R. erau compuse din::p. 268:pp. 94-95
- Comandamentul superior militar (Oberquartiermeister) - se ocupa de aspectele relative la chestiunile militare: transporturi, personal, servicii sanitare, jandarmerie etc.
- Statul major administrativ (Verwaltungstab) - se ocupa cu administrația internă a teritoriului ocupat, având în subordine atât autoritățile germane cât și pe cele române. Era condus de un înalt funcționar administrativ din Prusia, comisarul Welser.
- Statul major economic (Wirtschaftsstab) - avea rolul de a intensifica extragerea resurselor naturale, colectarea produselor, repartizarea între aliați și transportul către țările Puterilor Centrale.
- Serviciul poliției militare (Militärverwaltungs-Polizei) - avea atât rolul de organizație polițienească propriu-zisă cât și de aparat represiv, având secții specializate de poliție politică, siguranță etc.

## Organizarea teritoriului
Teritoriul ocupat de către Puterile Centrale reprezenta circa 2/3 din teritoriul Regatului României, incluzând Oltenia, Muntenia, Dobrogea, Cadrilaterul, zona Munților Vrancei și o fâșie îngustă de-a lungul frontierei din Carpații Orientali cu Austro-Ungaria. Acest teritoriu a fost organizat din punct de vedere administrativ în trei zone distincte::pp. 3-4
- Teritoriul Administrației Militare de Ocupație (Gebiet der Militar Verwaltung) care includea majoritatea teritoriului ocupat, circa 65.000 kmp. 
  - Districte militare, în număr de 14 corespunzând fostelor județe Argeș, Dâmbovița, Dolj, Gorj, Ialomița, Ilfov, Mehedinți, Muscel, Olt, Prahova, Vâlcea, Romanați, Teleorman și Vlașca. Din cele 14 districte militare, trei erau austro-ungare (Romanați, Dâmbovița și Vâlcea) iar restul germane.
    - Comandaturi de etapă (germane) sau comandaturi de stațiuni de etapă (austro-ungare) în număr total de 42. Fiecare district militar a fost împărțit într-un număr de 3-5 astfel de comandaturi. Au mai fost create 32 de comandaturi germane și 10 comandaturi austro-ungare.

  - Guvernământul Imperial al Bucureștiului (Kaiserlische Gouvernment), destinat administrării capitalei.
- Zona etapelor (Etappengebiet), care cuprindea o fâșie de teren de-a lungul râului Buzău, din Carpați până la Dunăre, având rolul de a asigura nevoile de aprovizionare a trupelor de front cu alimente și celelalte articole necesare ducerii luptei. Surplusul realizat era transportat în țările de origine ale trupelor de ocupație. O Etapă militară din această zonă includea teritoriul a 3-4 plăși. Comanda zonei era exercitată de Inspectoratul 15 Etape german.
- Zona de operații a Armatei 9 (Operationsgebiet), care cuprindea teritoriul pe care erau dislocate elementele armatei de operații, aflat sub jurisdicția directă a comandantului Armatei 9 germană. Această zonă includea teritoriile fostelor județe Buzău, Râmnicul Sărat, Putna și Brăila.
- Administrația germană de etape Dobrogea, având un regim administrativ special, de condominiu, exercitat de către Germania, Austro-Ungaria, Bulgaria și Turcia.